# Vuelo 3519 de Aeroflot
El vuelo 3519 de Aeroflot era un vuelo nacional soviético de la aerolínea Aeroflot de un Tupolev Tu-154B-2 en una ruta nacional de Krasnoyarsk a Irkutsk el 23 de diciembre de 1984. Poco después del despegue, el motor N.º 3 se incendió y el avión se estrelló durante un aterrizaje de emergencia. Esto mató a 110 personas; solo hubo un sobreviviente, y el avión fue destruido.

## Aeronave y ocupantes
El vuelo inicial de la aeronave fue en 1979.
En el momento del despegue y el accidente, el clima estaba tranquilo, con una visibilidad de más de 3500 metros (11,500 pies), muy pocas nubes y una temperatura de -18 °C (0 °F). El clima no influyó en el accidente.
De los 104 pasajeros a bordo, cinco eran niños. Había siete miembros de la tripulación. De las 111 personas a bordo, toda la tripulación y 103 pasajeros murieron en el accidente. No se informaron fallecidos ni heridos en tierra.

## Accidente
El 23 de diciembre de 1984, a las 2:08 p. m. KRAT (UTC/GMT + 7 horas), el vuelo 3519 de Aeroflot despegó del aeropuerto de Krasnoyarsk hacia el aeropuerto de Irkutsk, a una distancia de 879 kilómetros (546 millas). El tiempo estaba despejado con buena visibilidad. El avión dio un giro y subió a 1.500 metros (4.900 pies). Las comunicaciones terrestres autorizaron a la aeronave a ascender a 5.700 metros (18.700 pies). A los dos minutos y un segundo de vuelo, a una velocidad de 480 kilómetros por hora (300 mph) y una altitud de 2.040 metros (6.690 pies), el motor N.º 3 (estribor) falló y se incendió. Esto se debió a un defecto metalúrgico y de fabricación.en el disco compresor de baja presión de la primera etapa. El ingeniero de vuelo apagó por error el motor N.º 2 (central); diez segundos después, se dio cuenta de su error e intentó reiniciarlo. Luego, la tripulación comenzó a girar el avión para un aterrizaje de emergencia. El motor Nº3 se apagó y la tripulación disparó botellas de extinción sin éxito. Sin previo aviso, el motor N.º 2 comenzó a girar a la velocidad de despegue y no pudo ser controlado por las palancas de potencia del motor. La tripulación pudo cerrarlo, pero la válvula de combustible permaneció abierta. En ese momento, el fuego del motor N.º 3 se había extendido al pilón y la unidad de potencia auxiliar en el compartimiento trasero y continuó extendiéndose al motor N.º 2. El fuego dañó el sistema eléctrico de la aeronave, provocando la caída del voltaje y el fallo del sistema hidráulico.
Cuando el vuelo 3519 pasó el marcador exterior de la pista del aeropuerto de Krasnoyarsk, volaba a una velocidad de 420 kilómetros por hora (260 mph) a una altitud de 175 metros (574 pies) y descendía a 10 metros por segundo (33 pies / s). Debido a los extensos daños por fuego que dejaron la aeronave con un solo motor funcional, la tripulación no pudo controlar el avión. Se ladeó hacia la derecha y se estrelló contra la pista a las 2:15 p. m. en un ángulo de 50 grados. El tiempo entre el inicio del incendio y el choque fue de cuatro minutos y 30 segundos. El único superviviente fue un pasajero, un hombre de 27 años, que resultó gravemente herido. Las otras 110 personas a bordo del avión murieron. El avión fue destruido y parcialmente quemado en el accidente.